# Cypr na Mistrzostwach Świata w Lekkoatletyce 2019
Cypr na Mistrzostwach Świata w Lekkoatletyce 2019 – reprezentacja Cypru podczas mistrzostw świata w Doha liczyła 5 zawodników.

## Skład reprezentacji

### Kobiety
| Zawodniczka      | Konkurencja   | Eliminacje | Eliminacje | Półfinał | Półfinał | Finał | Finał   | Źródło |
| Zawodniczka      | Konkurencja   | Wynik      | Pozycja    | Wynik    | Pozycja  | Wynik | Pozycja | Źródło |
| ---------------- | ------------- | ---------- | ---------- | -------- | -------- | ----- | ------- | ------ |
| Eleni Artimata   | bieg na 400 m | 51,90      | 23.        | DNF      | DNF      | DNF   | DNF     | [ 1 ]  |
| Dagmara Handzlik | maraton       | —          | —          | —        | —        | DNF   | DNF     | [ 2 ]  |

| Zawodniczka     | Konkurencja | Kwalifikacje | Kwalifikacje | Finał | Finał   | Źródło |
| Zawodniczka     | Konkurencja | Wynik        | Pozycja      | Wynik | Pozycja | Źródło |
| --------------- | ----------- | ------------ | ------------ | ----- | ------- | ------ |
| Nektaria Panaji | skok w dal  | 6,21         | 30.          | NQ    | NQ      | [ 3 ]  |

### Mężczyźni
| Zawodnik        | Konkurencja                | Eliminacje | Eliminacje | Półfinał | Półfinał | Finał | Finał   | Źródło            |
| Zawodnik        | Konkurencja                | Wynik      | Pozycja    | Wynik    | Pozycja  | Wynik | Pozycja | Źródło            |
| --------------- | -------------------------- | ---------- | ---------- | -------- | -------- | ----- | ------- | ----------------- |
| Milan Trajković | bieg na 110 m przez płotki | 13,37      | 6. Q       | 13,29    | 7. Q     | 13,87 | 8.      | [ 4 ] [ 5 ] [ 6 ] |

| Zawodnik          | Konkurencja  | Kwalifikacje | Kwalifikacje | Finał | Finał   | Źródło      |
| Zawodnik          | Konkurencja  | Wynik        | Pozycja      | Wynik | Pozycja | Źródło      |
| ----------------- | ------------ | ------------ | ------------ | ----- | ------- | ----------- |
| Apostolos Parelis | rzut dyskiem | 64,50        | 7. q         | 66,32 | 5.      | [ 7 ] [ 8 ] |